# 崔富日
崔 富日（もしくは崔 富一、チェ・ブイル、1944年3月- ）は、朝鮮民主主義人民共和国（北朝鮮）の軍人、政治家。元朝鮮労働党中央委員会政治局員、元同党中央委員会軍事部長、元同党中央軍事委員会委員。元朝鮮民主主義人民共和国国務委員会委員、元人民保安相。朝鮮人民軍における軍事称号は大将。

## 略歴
朝鮮人民軍総参謀部副総参謀長、軍団司令官を務めた後、軍総参謀部第一副総参謀長兼作戦局長を務めた。2006年9月に中国を訪問し、曹剛川国防部部長と会談を行い、脱北者送還問題などについて話した。2010年9月に開催された朝鮮労働党の第3回党代表者大会で党中央軍事委員会の委員となる。同月には金正恩、金敬姫、崔竜海、玄永哲と共に大将の軍事称号を得る。金正恩が初めて演説を行った2012年4月の閲兵式においては、閲兵指揮官を務める。
2013年2月26日に人民保安部長に就任し、同年3月31日の党中央委員会全員会議で中央委員会政治局員候補に選出、翌4月1日の第12期最高人民会議第7回会議で朝鮮民主主義人民共和国国防委員会委員に選出された。
2014年3月に行われた第13期最高人民会議代議員選挙で代議員に選出された。5月17日には、平壌市平川区域で発生した高層マンション倒壊事故の現場に赴き、政府高官らと共に、被害者遺族や住民へ謝罪したことが報じられた。北朝鮮の政府高官が事故などで国民に謝罪するのは異例の事態である。同年12月、崔が少将へ降格されていたことが確認された。
2015年10月、崔が大将の階級に復帰していたことが確認された。
2016年5月に開催された朝鮮労働党第7次大会で党中央委員会政治局員に選出され、これに続いて、同年6月29日に開催された第13期最高人民会議第4回会議では、国防委員会に代わって新設された国務委員会の委員に選出された。
2019年12月の朝鮮労働党中央委員会総会において、人民保安相から党中央委員会軍事部長に転出した。
2020年4月12日の第14期最高人民会議第3回会議で国務委員会委員から解任された。
2021年1月の朝鮮労働党第8回大会で全ての役職から退任し引退した。